# Comer Industries
Comer Industries ist ein italienischer Maschinenbaukonzern, dessen Wurzeln im 1970 gegründeten Produzenten von Antriebsteilen für landwirtschaftliche Geräte CO.ME.R – Costruzioni Meccaniche Riduttori liegen.
Im Juli 2021 wurde von One Equity Partners der ehemalige GKN-Bereich Walterscheidt Group übernommen.